# Giuseppe Occhialini
Giuseppe Paolo Stanislao Occhialini, genannt Beppo, (* 5. Dezember 1907 in Fossombrone; † 30. Dezember 1993 in Paris) war ein italienischer Physiker.
Er war der Sohn des Physikers Raffaele Augusto Occhialini (1878–1951, Professor in Genua) und studierte an der Universität Florenz, an der er 1929 seinen Abschluss machte und danach weiter forschte. Er arbeitete damals (teilweise mit Bruno Rossi) an der Entwicklung von Teilchendetektoren, zum Beispiel Nebelkammern. Ab 1931 arbeitete er am Cavendish-Laboratorium in Cambridge, wo er mit Patrick Blackett zusammenarbeitete. Er triggerte eine Nebelkammer durch eine Koinzidenzschaltung so, dass sie nur Aufnahmen beim Durchgang eines Teilchens machte, was die Effizienz stark erhöhte. Blackett gelangen damit Beobachtungen am Positron (obwohl er bei der Entdeckung um einige Monate von Carl D. Anderson geschlagen wurde). 1934 kehrte er nach Italien zurück, ging aber bald darauf wegen der politischen Unsicherheit nach Brasilien. 1937 bis 1944 war er an der Universität von São Paulo, wo er eine Schule von Physikern gründete, und er war auch ein Jahr am Biophysik-Labor in Rio de Janeiro bei Carlos Chagas Filho. 1944 ging er nach Großbritannien, wo er zur Kriegsanstrengung in der Forschung beitragen wollte, aber zu seiner Überraschung zurückgewiesen wurde. Er begann dort dafür eine Zusammenarbeit mit Cecil Powell in Bristol. Powell hatte dort photographische Emulsionen als Teilchendetektoren eingeführt – eine Methode, die Occhialini verfeinerte. Er testete die Detektoren auch erfolgreich auf dem Pic du Midi in den Pyrenäen (Occhialini war passionierter Bergsteiger). 1948 ging er an die Freie Universität Brüssel und kehrte 1950 nach Italien zurück, wo er in Genua (die dortige Professur erhielt er durch Einfluss seines Vaters) und ab 1952 an der Universität Mailand lehrte. In seiner Anfangszeit in Mailand arbeitete er noch zeitweise in Brüssel und wurde auch von der UNESCO mit dem Aufbau physikalischer Forschung in Brasilien beauftragt, wo er eine Gruppe zum Studium kosmischer Höhenstrahlung in den Anden gründete. 1974 trat er von der Leitung seines Instituts in Mailand zurück.
Zusammen mit Cecil Frank Powell, der 1950 mit dem Nobelpreis für Physik ausgezeichnet wurde, und seinem brasilianischen Schüler César Lattes entdeckte er 1947 am H. H. Wills Physical Laboratory in Bristol das Pi-Meson. Er setzte auch danach die Untersuchung von Teilchen der kosmischen Höhenstrahlung und seine Forschung in der Hochenergiephysik fort, als sich diese in den 1950er Jahren zunehmend auf Teilchenbeschleuniger verlagerte. Insbesondere nahm er mit seiner Gruppe in Mailand an der Forschung am 1954 gegründeten CERN teil. Er befasste sich später mit Gammastrahlen-Astronomie (wobei er wieder anfangs mit Bruno Rossi zusammenarbeitete) und war an der Gründung der ESA (1963 als ESRO) beteiligt. Sein Institut in Mailand war führend am Gammastrahlensatelliten COS-B beteiligt.
Occhialini erhielt 1956 den Antonio-Feltrinelli-Preis und 1979 den Wolf-Preis für Physik. 1949 erhielt er den Nationalpreis vom Präsidenten der Republik Italien. Er war seit 1950 Mitglied der Accademia dei Lincei, seit 1974 Fellow der Royal Society und seit 1978 Mitglied der National Academy of Sciences. 1975 wurde er in die American Philosophical Society aufgenommen.
Der Röntgensatellit BeppoSAX hat den Zusatz Beppo vom Spitznamen von Occhialini. Er hatte die Entwicklung des Satelliten zusammen mit Rossi noch auf den Weg gebracht. Der Asteroid (20081) Occhialini ist nach ihm benannt.
Er war mit der Physikerin Constance Dilworth (1924–2004) verheiratet, die ebenfalls Professorin in Mailand war.
Die Occhialini-Medaille des Institute of Physics und der italienischen physikalischen Gesellschaft ist nach ihm benannt.